# 丛强滋
丛强滋（1965年—），山东省威海市人，汉族，中华人民共和国企业家、第十一、十二届全国人民代表大会山东地区代表。
毕业于北京工业大学半导体物理与器件专业。担任山东新北洋信息技术股份有限公司总经理。2008年起担任全国人大代表。2013年，担任全国人大代表。